# Henri Thomas
Henri Thomas (* 7. Dezember 1912 in Anglemont, Département Vosges; † 3. November 1993 in Paris) war ein französischer Schriftsteller und Übersetzer.

## Leben
Henri Thomas studierte Literatur und Philosophie am Collège von Saint-Dié und am Lycée Henri IV in Paris, wo einer seiner Lehrer der Philosoph Alain war. 
1938 veröffentlichte er seine ersten Gedichte in der Zeitschrift Mesures, 1940 druckte Gallimard seinen ersten Roman Le Seau a charbon und 1941 seine erste Gedichtsammlung. 1942 heiratete er die Schauspielerin Colette Gibert. Während der deutschen Besetzung lief er Gefahr, als Lothringer von den Deutschen eingezogen zu werden. Nach dem Krieg war er 1945 Angestellter bei der Wochenzeitung Terre des Hommes. Er ging dann für zehn Jahre bis 1958 nach London als Übersetzer für BBC. Zwei Jahre war er in den USA Lektor an der Brandeis Universität. 1957 heiratete er Jacqueline le Béguec. 1960 erhielt er den Prix Prix Médicis und 1961 den Prix Femina. Von ihm wurde 1978 die Zeitschrift Obsidiane gegründet, die Samuel Becketts erste französische Texte veröffentlichte. Thomas lebte abgeschieden von der Pariser Szene auf der Insel Houat und auf der Halbinsel Quiberon. Die letzten Jahre verbrachte er dann in Paris. Thomas war mit André Gide, Pierre Herbart und Jean Paulhan befreundet. 
Thomas veröffentlichte zwanzig Romane, zwölf Gedichtbände sowie Erzählungen, Essays und Tagebücher. Im französischen Literaturbetrieb wurde er nur wenig rezipiert. Die Übersetzung des Romans Das Kap (später unter dem Titel Das Vorgebirge) ins Deutsche von Paul Celan, der mit dem Autor bekannt war, wurde auf dem deutschen Buchmarkt mehr unter dem Namen des Übersetzers angepriesen als unter dem des Autors.
Thomas übersetzte aus dem Deutschen Werke von Ernst Jünger, Goethe, Adalbert Stifter, Heinrich von Kleist, Achim von Arnim, Clemens Brentano und Hofmannsthal, aus dem Englischen Werke von William Faulkner, Melville und William Shakespeare, aus dem Russischen Werke von Puschkin.

## Werke in deutscher Übersetzung
- Der Kohlenkübel, (Le seau à charbon, Gallimard 1940), Übers. Leopold Federmair, Wien : Klever Verlag, 2022, ISBN 978-3-903110-83-0
- Der Meineid. Roman. (Le parjure. Gallimard 1964) Übers. Leopold Federmair, Nachwort Wolfgang Hermann. Klever, Wien 2012 ISBN 978-3-902665-53-9
- Das Vorgebirge. Übers. Paul Celan. Suhrkamp, Frankfurt 2008 (dt. EA Das Kap. Hanser, München 1963), ISBN 978-3-518-22431-1
- Das Kino in der Scheune. Novelle. Übers. Leopold Federmair. Fischer-Taschenbuch-Verlag, Frankfurt 1999, ISBN 3-596-14526-0
- Die Türme von Notre Dame. Übers. Thomas Laux. Boettcher, Düsseldorf 1988, ISBN 3-926161-01-9
- Das Kap. Übers. Elmar Tophoven. Hanser, München 1963
- John Perkins. Roman. Übers. Kurt Leonhard. Hanser, München 1961